# Американо-иранский конфликт (с 2019)
Американо-иранский конфликт, также Иранский кризис, в английском языке встречается вариант кризис в Персидском заливе (англ. Persian Gulf crisis) — напряженное политическое, дипломатическое и военное противостояние между Ираном и его союзниками, с одной стороны, и США и их стратегическими партнёрами в регионе, с другой[когда?]. Отношения резко обострились после зафиксированных нарушений ряда основных положений «ядерной сделки» (официальное название международного соглашения — Совместный всеобъемлющий план действий).

## Предыстория
15 июля 2015 года Иран и страны «шестёрки» (США, Франция, Великобритания, Германия, Китай и Россия) достигли соглашения по иранской ядерной программе в обмен на отмену санкций против Ирана. По соглашению Иран должен допустить инспекторов МАГАТЭ на свои ядерные объекты, страны Запада, в свою очередь, будут постепенно снимать с Ирана санкции. Соглашение должно быть ратифицировано всеми сторонами и одобрено Советом Безопасности ООН.
В октябре 2017 года президент США Дональд Трамп заявил, что больше не будет заверять Конгресс в том, что «Совместный всеобъемлющий план действий» отвечает интересам страны.
8 мая 2018 года Трамп объявил о выходе страны из соглашения по иранской ядерной программе. Американский президент заявил, что США располагают доказательствами того, что Иран продолжает разработку ядерного оружия, тем самым нарушая Общий всеобъемлющий план действий. Также он анонсировал восстановление санкций против Тегерана.
8 мая 2019 года (в годовщину выхода США из договора) Иран в ответ на действия США, в соответствии с пунктом 26 СВПД, объявил о первом этапе прекращения выполнения ряда пунктов ядерной сделки (в части, касающейся запасов обогащенного урана и тяжёлой воды). В частности, Иран превысил значение запасов низкообогащённого урана, установленное на отметке в 300 килограммов. 7 июля 2019 года Тегеран объявил о втором этапе сокращения обязательств по СВПД. Иран заявил, что начинает процесс обогащения урана на уровне выше предусмотренного ядерным соглашением — 3,67 %.

## Хронология событий

### 2019
- 5 мая: советник по национальной безопасности США Джон Болтон объявил, что США разворачивает ударную группу из авианосца «Авраам Линкольн» и четырёх бомбардировщиков B-52 на Ближнем Востоке, чтобы «послать чёткое и безошибочное сообщение» Ирану после сообщений израильской разведки о предполагаемом иранском сговоре с целью ослабления позиций США в регионе[22][23].
- 7 мая: госсекретарь США Майк Помпео совершил неожиданный ночной визит в Багдад после отмены встречи с канцлером Германии Ангелой Меркель. Помпео заявил президенту Ирака Бархаму Салиху и премьер-министру Адилю Абдул-Махди, что они несут ответственность за защиту американцев в Ираке.
- 8 мая: советник аятоллы Али Хаменеи заявил, что Иран уверен, что США не хотят и не могут начать войну с Ираном. Между тем Центральное командование ВВС США объявило, что несколько истребителей F-15C Eagle были перебазированы на Ближний Восток, чтобы «защитить интересы США в регионе»[24].
- 10 мая: Соединённые Штаты развернули десантный корабль USS Arlington и ЗРК «Patriot» в регионе. Пентагон заявил, что наращивание военной силы было вызвано «повышенной готовностью Ирана к проведению наступательных операций»[25].
- 12 мая: несколько танкеров, находившихся на рейде в порту Фуджайра были атакованы неизвестными лицами. Власти ОАЭ заявили о факте саботажа, обнаружив магнитные мины, прикреплённые к кораблям[26]. Американская разведка сразу же обвинила в диверсии Иран, а именно спецподразделения КСИР[27].
- 13 июня: два американских нефтяных танкера подверглись нападению около Ормузского пролива, в результате один из них загорелся и потерял управление. Президент США Дональд Трамп обвинил в случившемся Иран, который отрицает причастность к атакам на танкеры и обвинил Вашингтон в пропаганде «иранофобской» компании.
- 20 июня: американский военный беспилотник был сбит иранскими ВВС. Президент Ирана Рухани заявил, что тот нарушил их воздушное пространство. Затем Трамп отменил удары по Ирану: по его словам, ему доложили, что могут погибнуть 150 человек[28].
- 4 июля: королевские морские пехотинцы из отряда спецназа «42 Commando» захватили супертанкер у побережья Гибралтара, который перевозил иранскую нефть в Сирию . Правительство Ирана пообещало ответить на захват нефтяного танкера[29].
- 10 июля: фрегат Королевского флота HMS «Montrose» отогнал три иранские катера, которые пытались остановить коммерческое судно «British Heritage».
- 11 июля: полиция Гибралтара заявила, что арестовала капитана и старпома иранского супертанкера «Грейс-1» в связи с нарушением санкций ЕС в отношении Сирии. Через два дня представители полиции сообщили, что капитан, старпом и два вторых помощника капитана судна были освобождены под залог без предъявления обвинения.
- 13 июля: в телефонном разговоре с министром иностранных дел Ирана Мохаммадом Джавадом Зарифи министр иностранных дел Великобритании Джереми Хант предложил пойти на уступки по освобождению «Грейс-1» в обмен на гарантии, что Тегеран не будет нарушать санкции ЕС в отношении правительства Асада в Сирии.
- 17 июля: Представители США заявили, что подозревают Иран в захвате Панамского нефтяного танкера, который следовал из Объединённых Арабских Эмиратов и проходил через Ормузский пролив. Позже Иран заявил, что его Революционная гвардия задержала иностранный нефтяной танкер и его команду из 12 человек за контрабанду горючего из страны.
- 18 июля: Трамп заявил, что корабль ВМС США «Boxer» сбил иранский беспилотник, пролетавший за тысячу ярдов (менее километра) от военного корабля, проигнорировав предупредительные сигналы. Иранские военные чиновники отрицали, что потеряли свой беспилотник в Ормузском проливе.
- 19 июля: бойцы КСИР задержали британский нефтяной танкер Stena Impero, который принадлежит компании Stena Bulk & Northern Marine Management в Ормузском проливе. Решение принято из-за нарушения судном международных норм.
- 16 августа: министр иностранных дел Польши Яцек Чапутович заявил, что Варшава поддерживает военную миссию США в Персидском заливе и готова оказать помощь[30].
- 25 августа: стало известно, что новейший ракетный эсминец HMS Defender ВМФ Великобритании направляется в район Персидского залива. Корабль присоединился к фрегатам Kent и Montrose, которые находились в регионе с целью запугивания Ирана.
- 3 сентября: США ввели санкции против иранского исследовательского института астронавтики, космического агентства и центра исследования космоса[31].
- 14 сентября: идеологические союзники Ирана хуситы осуществили с помощью БЛА нападение на саудовские нефтеперерабатывающие заводы в Абкайке. Атака вызвала временное падение добычи саудовской нефти в два раза (с 9,8 миллиона баррелей до 4,1 миллиона баррелей), что соответствует 5 % от мировой добычи[32]. США объявили, что за инцидентом стоит Тегеран, но никаких доказательств не предоставили[33].
- 21 сентября: президент США Дональд Трамп одобрил отправку на Ближний Восток дополнительных войск. Между тем глава Пентагона Марк Эспер заявил, что все американские силы, размещённые на военно-морской базе в Бахрейне, будут сфокусированы на противоракетной обороны[34].
- 11 октября: в 60 милях от портового города Джидда в Красном море двумя саудовскими ракетами был атакован иракский нефтяной танкер. Произошёл взрыв, в результате чего были повреждены два резервуара для нефти. Жертв и пострадавших нет[35].
- 7 ноября: военно-морская коалиция под руководством США начала операцию в Бахрейне по охране судоходных маршрутов около проблемных иранских территориальных вод[36].
- 27 декабря: обстрел американской базы К-1 в Ираке. США возложили ответственность на боевиков «Катаиб Хезболла».
- 31 декабря: нападение на посольство США в Багдаде. Дональд Трамп возложил ответственность за это на Иран. За несколько дней до инцидента американские ВВС разбомбили пять объектов «Катаиб Хезболла» и других шиитских движений в Сирии и Ираке, что и послужило поводом к нападению шиитов на дипмиссию.

### 2020
- 3 января: авиаудар ВВС США по международному аэропорту Багдада, в результате чего погибли Касем Сулеймани — командующий отрядом «Кудс» иранского Корпуса Стражей Исламской революции — и Абу Махди Аль-Мухандис — командир иракской группировки шиитов-ополченцев «Силы народной мобилизации».
- 4 января: у здания посольства США произошёл взрыв. Информации об убитых и раненых нет. Вместе с тем ближайшие территории штаба сил безопасности Ирака подверглись миномётному обстрелу. Инцидент произошёл на севере страны в провинции Найнава. Уточнялось, что неизвестные обстреляли правительственные здания возле штаба, которые используются военными США. Кроме того, ракетным ударам подверглись квартал аль-Джадрия и также расположена на севере военная база «Баллада», которую использовали американские силы[37].
- 5 января: правительство Ирана объявило, что отказывается от последних ограничений по ядерной сделке, совершённой в 2015 году Ираном и шестеркой международных посредников. Тегеран заявляет, что готов вернуться к исполнению обязательств в случае снятия санкций, а также непосредственно связывает свое решение с убийством Сулеймани. Иранские власти добавили, что продолжат сотрудничество с МАГАТЭ и вернутся к исполнению своих обязательств по ядерной сделке, если санкции в отношении страны будут сняты, а интересы страны будут учтены[38]. Вместе с тем в Ираке в провинции Анбар шиитами был сбит БПЛА Boeing ScanEagle 2.
- 6 января: после того, как в парламенте Ирака началось рассмотрение вопроса о выводе иностранных войск, Дональд Трамп заявил, что армия США не покинет страну, пока иракские власти не заплатят.
- 7 января: парламент Ирана признал Пентагон террористической организацией, а также всех командиров, агентов и других лиц, имеющих отношение к смерти Касема Сулеймани. Фактически вся армия США была признана террористической организацией.
- 8 января: около 2 часов ночи Иран нанёс удар баллистическими ракетами по военно-воздушной базе Айн-аль-Асад и по аэропорту города Эрбиль на севере Ирака, где размещены основные американские силы. Бомбардировка происходила двумя волнами. Во второй атаке незначительно пострадала также и третья база США на территории Ирака — Кэмп Кук[англ.] в окрестностях Багдада. Ответственность за нападение на объекты США взял на себя Корпус стражей Исламской революции. Отмечается, что сначала были выпущены более десяти ракет, а затем ещё около пяти[39]. По версии иранской стороны, погибло 80 американских военнослужащих, ещё более 200 были ранены[40]. Президент США Дональд Трамп в своём выступлении перед нацией уточнил, что среди американцев и иракцев погибших и раненых нет[41]. Чуть позже (примерно в 2:44) иранская система ПВО по ошибке сбила близ Тегерана пассажирский Boeing 737-800 авиакомпании МАУ, приняв его за американскую крылатую ракету. Все 176 человек, находившиеся на борту рейса Тегеран — Киев, погибли.
- 10 января: Администрация Дональда Трампа объявила об ужесточении существующих экономических санкций против Ирана[42][43].
- 20 августа: госсекретарь США Майк Помпео передал в Совет Безопасности ООН жалобу на неисполнение Ираном положений СВПД для запуска процедуры восстановления антииранских санкций в рамках резолюции 2231, закрепившей создание СВПД[44].
- 25 августа: в ходе заседания ООН, Франция, Германия, Великобритания, Китай, Россия, ЮАР в числе прочих прямо заявили, что не считают США вправе запускать механизм восстановления санкций, так как они вышли из СВПД и не являются участниками сделки. Председатель СБ ООН, постпред Индонезии при организации Диан Трианшах Джани заявил, что не может предпринять действий в ответ на поданный запрос США о запуске процедуры восстановления санкций против Ирана[45].
- 27 августа: Майк Помпео заявил, что «На прошлой неделе США запустили 30-дневный процесс восстановления практически всех санкций ООН в отношении Ирана после того, как Совет безопасности оказался не в состоянии сохранить свою миссию по поддержанию мира и безопасности. Эти санкции будут восстановлены в полночь GMT 20 сентября»[46].

### 2021
- 4 января Иран арестовал южнокорейский танкер „Ханкук Хеми“ за некий вред для экологии побережья. После длительных переговоров (сопровождавшихся многомиллионными инвестициями со стороны корейских банков) корабль был освобождён 9 апреля.[47][48]
- 11 февраля в лабораториях Исфагана иранские учёные начали производить урановые стержни, которые могут использоваться для создания собственной атомной бомбы[49].
- 15 февраля 14 неуправляемых 107-мм снарядов попали в американскую военную базу рядом с городом Эрбиль. Один контрактник погиб, 8 получили ранения.[50]
- 6 мая в международных водах Арабского моря американский крейсер «Monterey» захватил на пути в Йемен иранское судно с грузом оружия на борту. Запрещённые вооружения были конфискованы.[51][52]
- 29 июля в Ормузском проливе с иранской стороны был обстрелян японский танкер „Мерсер Стрит“, идущий под либерийским флагом. Двое моряков погибли от пуль, выпущенных с беспилотных дронов.[53]

### 2022
- 5 января группировка проиранских повстанцев атаковала американскую военную базу близ сирийского города Меядин. Нападение было отбито.[54]
- В ночь на 13 марта генеральное консульство США в Эрбиле было обстреляно ракетами, выпущенными с территории Ирана. Незначительно пострадало здание телеканала Kurdistan 24, расположенное рядом[55]. (см. Ракетный обстрел Эрбиля (13 марта 2022))

### 2024
Вечером 15 января 2024 года одиннадцать баллистических ракет «Фатех» были запущены, предположительно, с территории Ирана по городу Эрбиль на севере Ирака, столицы автономного Региона Курдистан. В результате нападения четыре человека погибли и шесть получили ранения. Нападение было направлено на строящееся консульство США и так называемый Ираком «штаб разведки Моссада», без каких-либо официальных доказательств, подтверждающих утверждение что такой штаб там якобы был.
28 января 2024 года в результате удара беспилотника Shahed 136, нанесённого Исламским сопротивлением в Ираке по базе США в Иордании, трое американских военнослужащих погибли и ещё 47 получили ранения. В ответ 2 февраля 2024 года ВВС США нанесли серию авиаударов по поддерживаемым Ираном группировкам боевиков в Ираке и Сирии.

### 2025

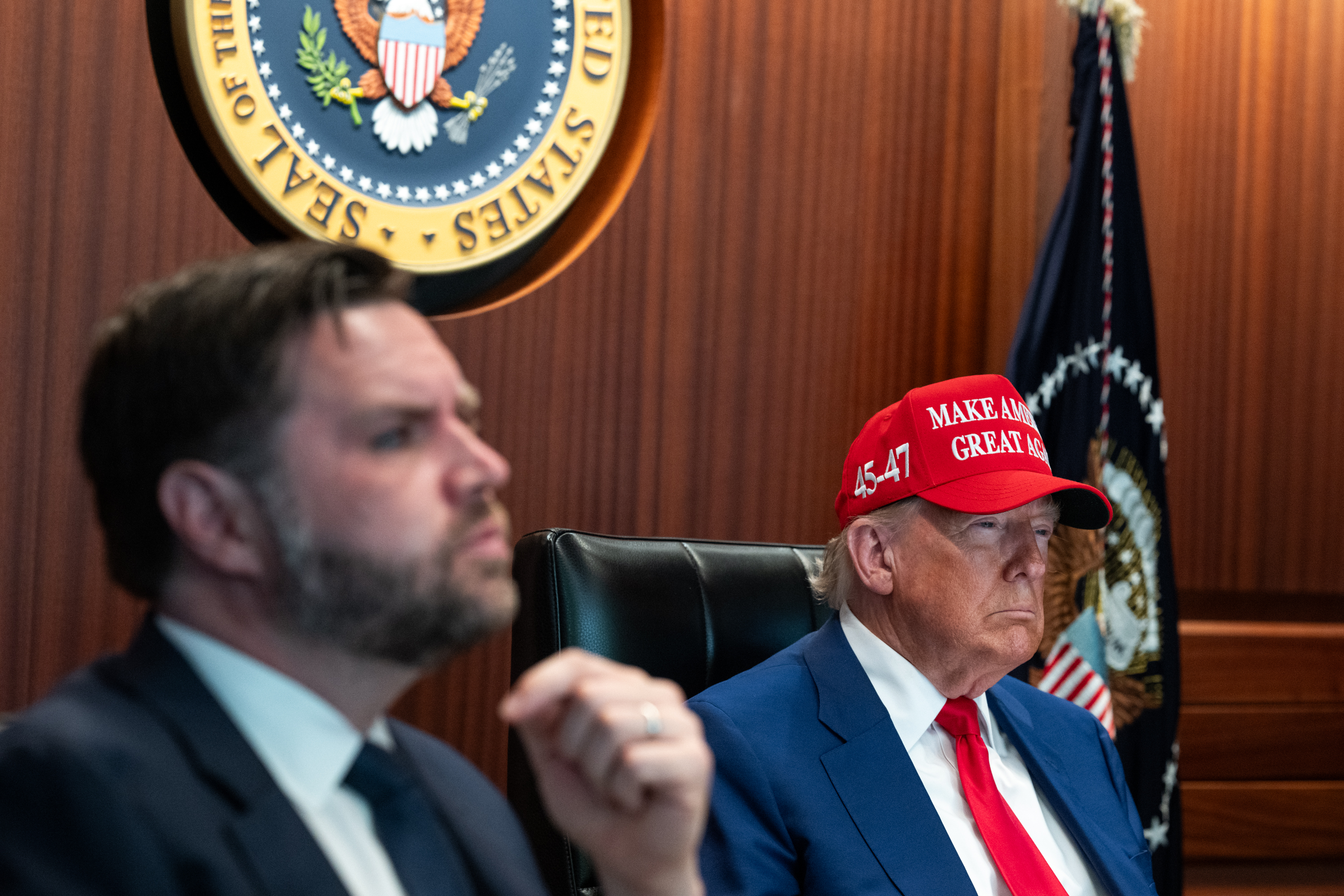
Дональд Трамп в Ситуационной комнате во время ударов США по ядерным объектам Ирана (2025).

22 июня 2025 года на территории Ирана воздушные и морские силы США атаковали завод по обогащению урана в Фордо, ядерный объект в Нетензе и центр ядерных технологий в Исфахане — наиболее значимые центров по обогащению урана в Иране. В ходе атаки было использованы 30 000-фунтовых бомбы GBU-57, доставленные стратегическими бомбардировщиками B-2, а также 30 ракет «Томагавк», запущенных с подводных лодок. Согласно последовавшему заявлению президента США Дональда Трампа, наиболее защищённого из этих объектов, завода по обогащению урана в Фордо, «больше нет». Иранские власти, в свою очередь, отрицают уничтожение объекта в Фордо, а также заявляют, что эвакуировали свои ядерные объекты до ударов США, и что там не оставалось запасов обогащённого урана.